# زاوية بونوح
زاوية بونوح أو زاوية سيدي أمحمد بن عبد الرحمن الأزهري هي إحدى الزوايا في الجزائر التابعة لمنهاج الطريقة الرحمانية، والواقعة في «قرية آيت سماعيل» داخل بلدية بونوح بدائرة بوغني (قبيلة قشطولة) ضمن ولاية تيزي وزو.

## المرافق
تضم زاوية بونوح حاليا عدّة مرافق، أهمّها:
1. المسجد الجامع.
2. بيت القرآن.
3. بيوت الطلبة.
4. قاعات الإطعام.
5. سكنات لإقامة الزائرين.
6. مسكن شيخ الزاوية.
7. مقام سيدي أمحمد بن عبد الرحمن الأزهري

## شيوخ الزاوية
| رقم | الشيخ                            | البداية | النهاية |
| --- | -------------------------------- | ------- | ------- |
| 01  | سيدي أمحمد بن عبد الرحمن الأزهري | 1770م   | 1794م   |
| 02  | سيدي علي بن عيسى                 | 1794م   | 1823م   |

## أعلام الزاوية
- المهديّ السكلاويّ الزواويّ[2]
- الحاج أعمر
- الشيخ الحداد
- السعيد أمقران
- السعيد أمزيان

## الموقع
تقع «زاوية بونوح» على بُعد 6 كلم إلى الجنوب من الطريق الوطني رقم 30 في ولاية تيزي وزو وعلى بعد 5 كلم إلى الجنوب الغربي من مدينة بوغني، وعلى بعد 10 كلم إلى الشمال الشرقي من الطريق الوطني رقم 5.
وهذا الموقع الرائع قرب جبال جرجرة يجعل منه موقعا استراتيجيا.
تقع «زاوية بونوح» على بعد 26 كلم إلى الجنوب الغربي من مدينة تيزي وزو.
وتقع هذه الزاوية في المرتفعات الغربية من جرجرة مقابلة لسلسلة جبال الخشنة.

## مكتبة الصور

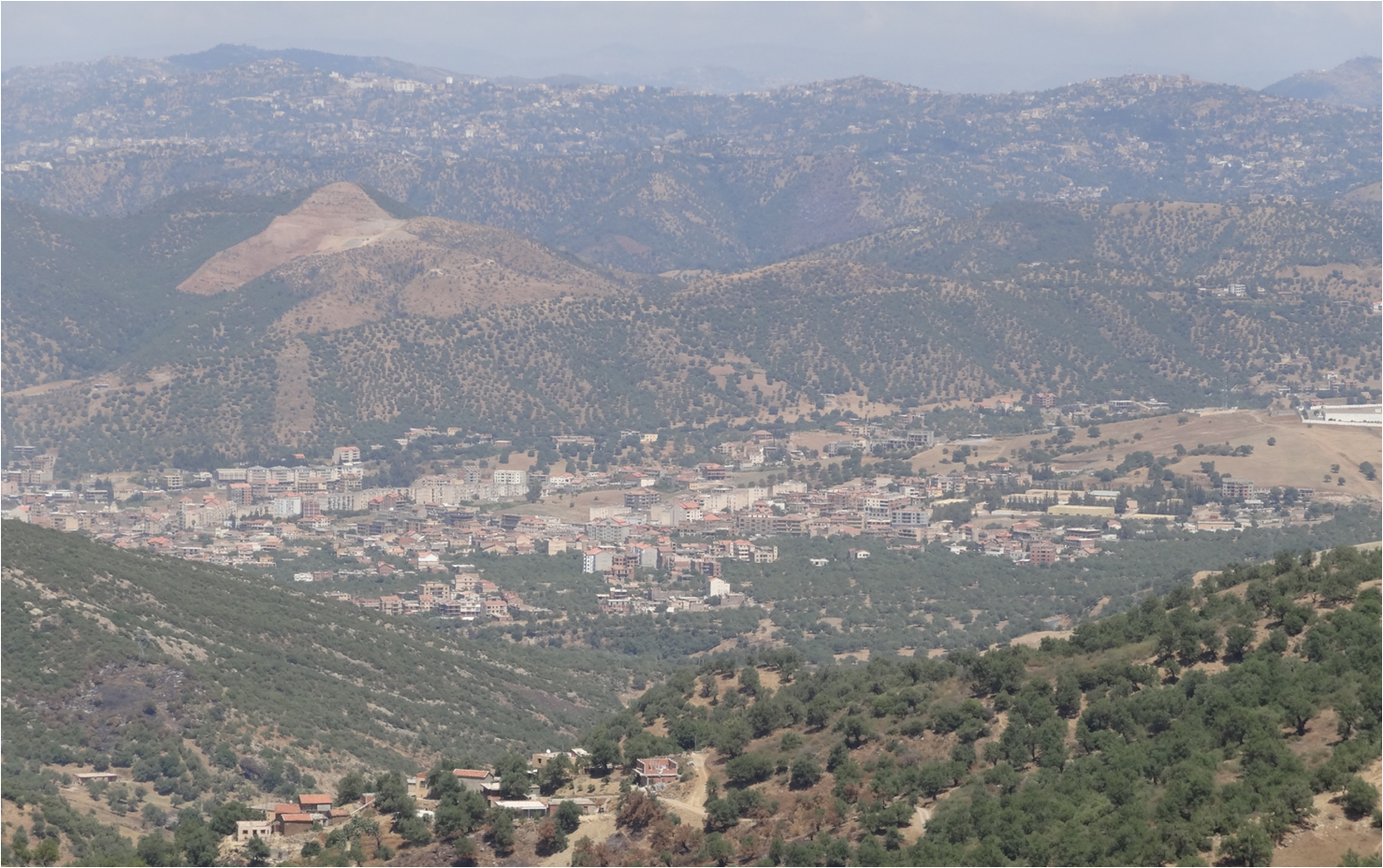
منظر من زاوية بونوح  على بوغني
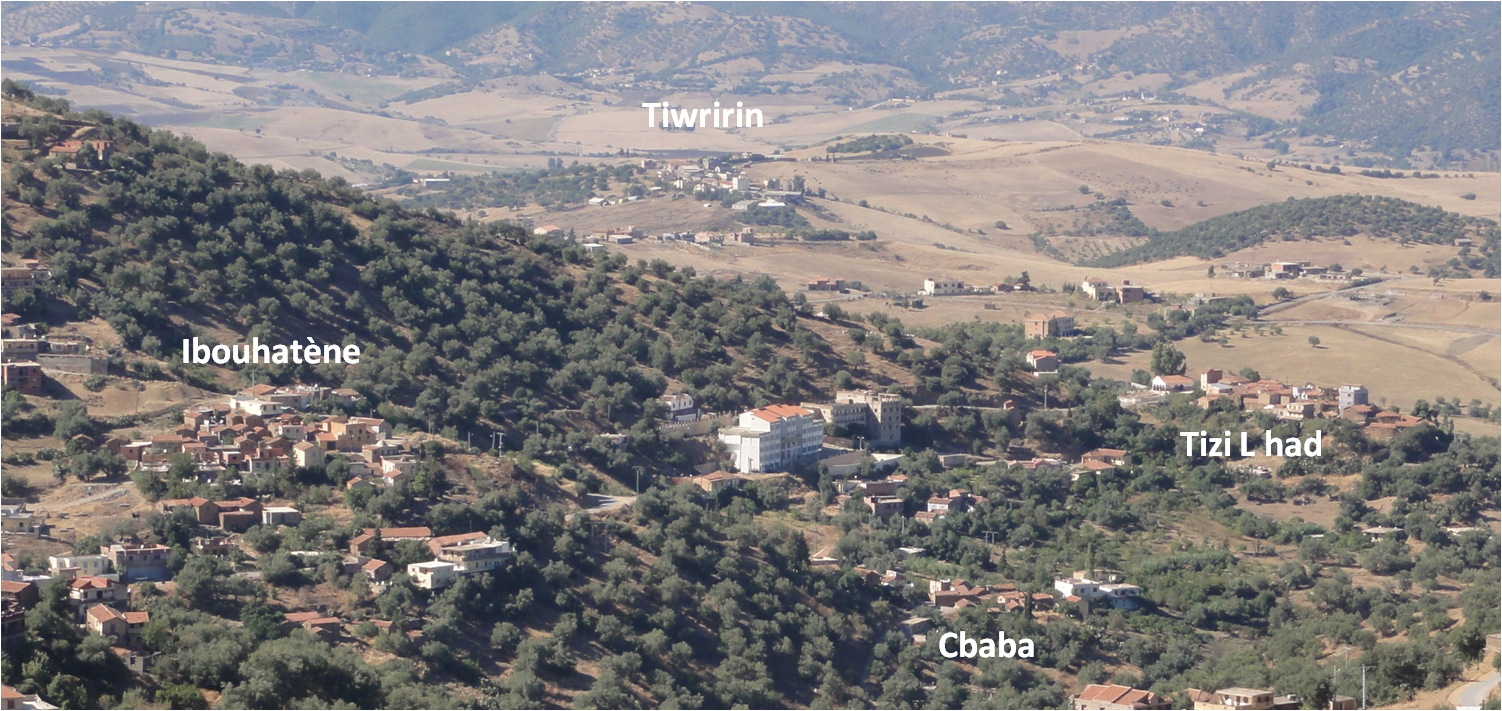
قرى في بونوح
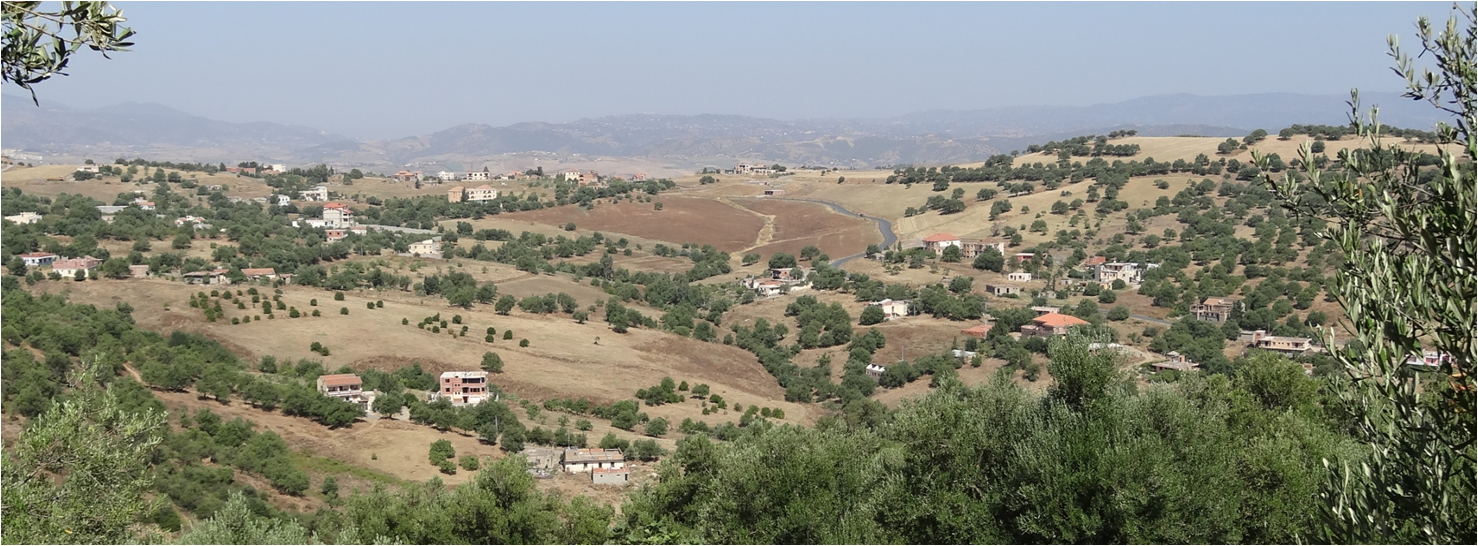
قرية في بونوح
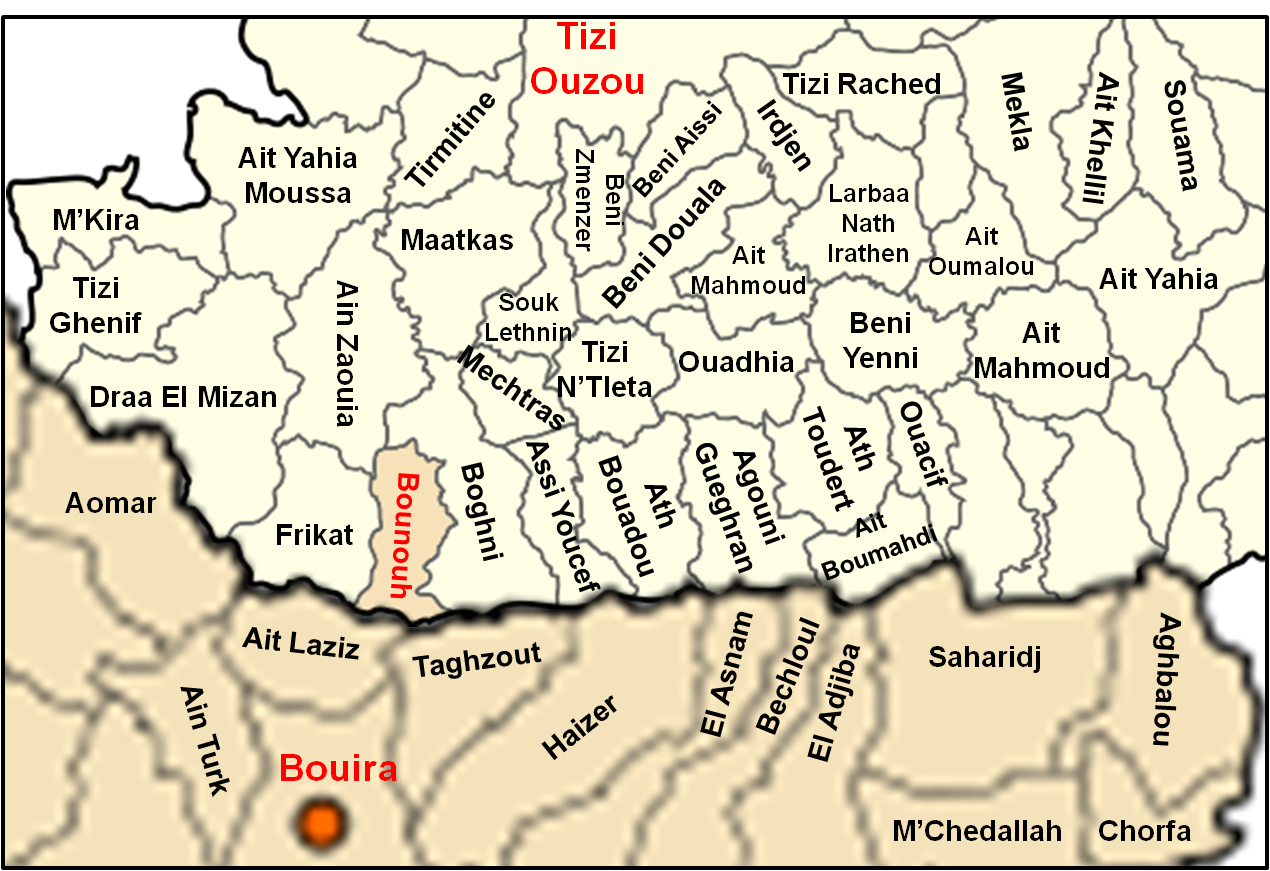
بونوح في ولاية تيزي وزو
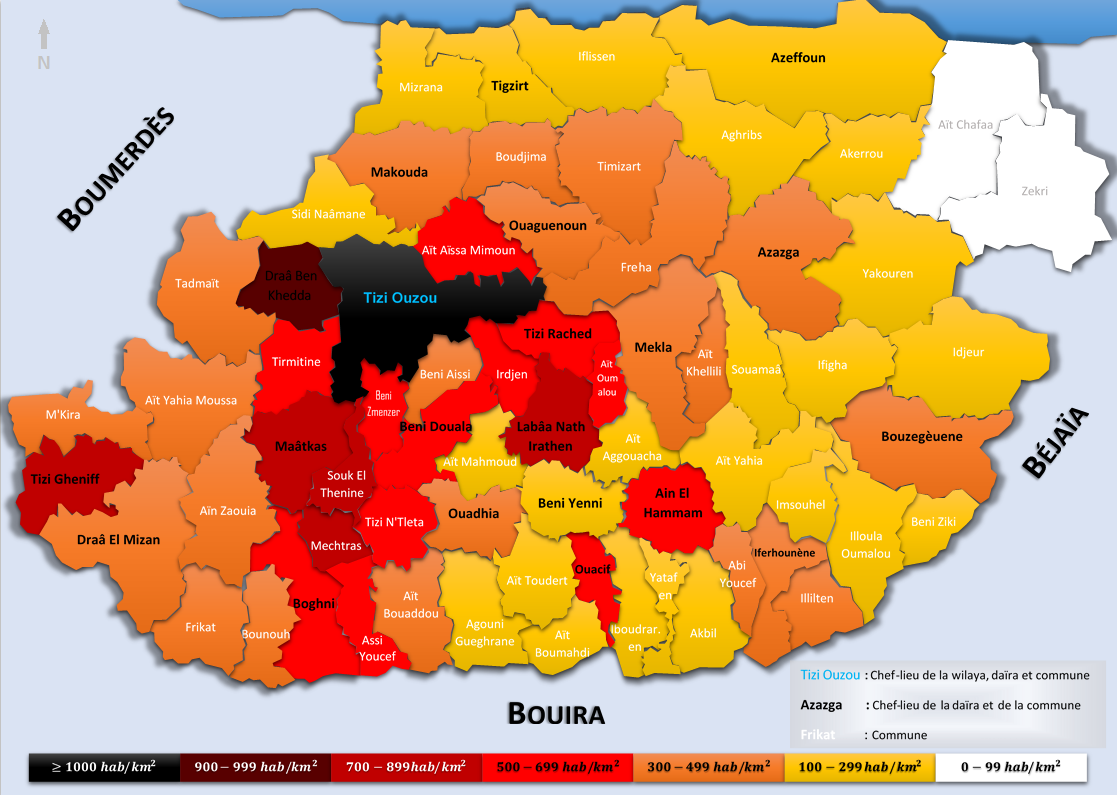
بونوح في ولاية تيزي وزو
بونوح في ولاية تيزي وزو
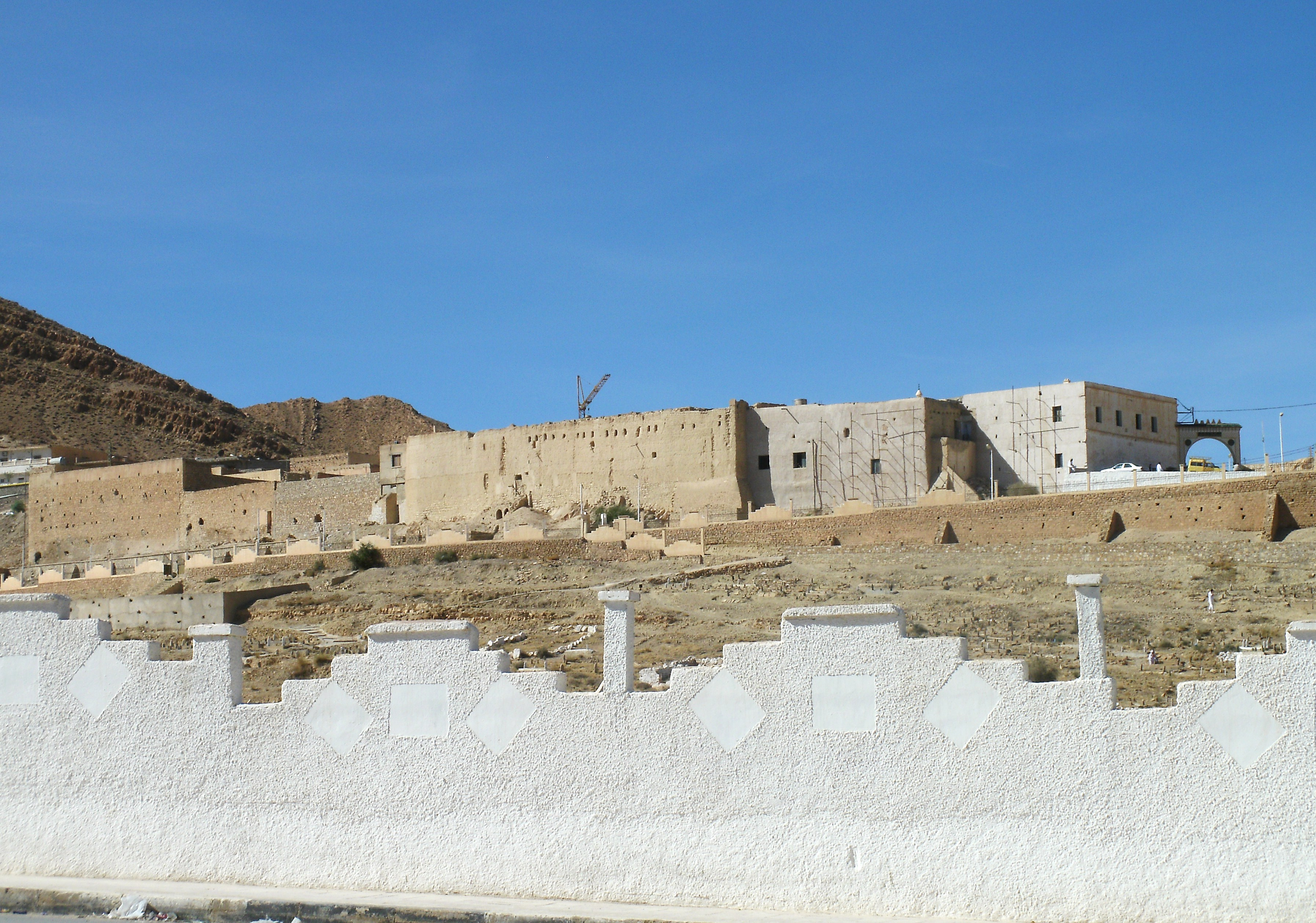
زاوية الهامل

### مواضيع ذات صلة
- المرجعية الدينية الجزائرية
- وزارة الشؤون الدينية الجزائرية
- الحزب الراتب: الحزاب - الباش حزاب - السلكة
- الزوايا في الجزائر
- الطريقة الرحمانية
- زاوية سيدي بوسحاقي الزواوي
- زاوية سيدي بالوة الزواوي
- محمد بن عبد الرحمن الأزهري
- الشيخ الحداد
- طريقة صوفية
- صوفية
- تاريخ التصوف
- ولاية تيزي وزو
- دائرة بوغني
- بلدية بونوح
- منطقة القبائل
- عرش آيت سماعيل
- قبيلة قشطولة
- زواوة
- جبال جرجرة

### فايسبوك
- زاوية بونوح  على فيسبوك.

### فيديوهات
- تعريف بزاوية بونوح على يوتيوب
- تعريف بسيدي أمحمد بن عبد الرحمن الأزهري الزواوي على يوتيوب

### وصلات خارجية
- الموقع الرسمي لوزارة الشؤون الدينية والأوقاف الجزائرية